# Fußball bei den Afrikaspielen

Fußball gehört bei den Afrikaspielen zu den Sportarten, die seit 1965 ständig im Programm der Spiele waren. Teilnehmer sind die Fußballnationalmannschaften der in der FIFA organisierten Verbände der CAF. Das Turnier wird alle vier Jahre ausgetragen.  Seit dem Turnier der Spiele 1991 gilt für die Männerteams, analog der Regelung beim olympischen Fußballturnier, eine Altersbeschränkung von 23 Jahren, wobei drei ältere Spieler eingesetzt werden dürfen. Ab dem Turnier 2019 gilt eine Altersbeschränkung auf U-20-Teams. Seit 2003 findet auch ein Turnier im Frauenfußball statt. Hier traten bis einschließlich 2015 Frauen A-Nationalmannschaften an, danach galt ab dem Turnier 2019 auch eine Altersbeschränkung auf U-20-Teams, wie bei den Männern.

## Die Turniere der Männer im Überblick
| Jahr                      | Gastgeber                    | Finale                                | Finale                                | Finale                                | Spiel um Bronze                       | Spiel um Bronze                       | Spiel um Bronze                       |
| Jahr                      | Gastgeber                    | Gold                                  | Ergebnis                              | Silber                                | Bronze                                | Ergebnis                              | 4. Platz                              |
| ------------------------- | ---------------------------- | ------------------------------------- | ------------------------------------- | ------------------------------------- | ------------------------------------- | ------------------------------------- | ------------------------------------- |
| A-Nationalmannschaften    |                              |                                       |                                       |                                       |                                       |                                       |                                       |
| 1965 Details              | Brazzaville (Republik Kongo) | Republik Kongo                        | 0:0 n. V. 7:2 Eckenverhältnis         | Mali                                  | Elfenbeinküste                        | 1:0                                   | Algerien                              |
| 1969 Details              | Bamako (Mali)                | Wegen eines Militärputsches abgesagt. | Wegen eines Militärputsches abgesagt. | Wegen eines Militärputsches abgesagt. | Wegen eines Militärputsches abgesagt. | Wegen eines Militärputsches abgesagt. | Wegen eines Militärputsches abgesagt. |
| 1973 Details              | Lagos (Nigeria)              | Nigeria                               | 2:0                                   | Guinea                                | Ägypten                               | 2:1                                   | Ghana                                 |
| 1978 Details              | Algier (Algerien)            | Algerien                              | 1:0                                   | Nigeria                               | Ghana                                 | 1:0                                   | Malawi                                |
| 1987 Details              | Nairobi (Kenia)              | Ägypten                               | 1:0                                   | Kenia                                 | Malawi                                | 3:1                                   | Kamerun                               |
| U-23-Nationalmannschaften |                              |                                       |                                       |                                       |                                       |                                       |                                       |
| 1991 Details              | Kairo (Ägypten)              | Kamerun                               | 1:0                                   | Tunesien                              | Nigeria                               | 3:0                                   | Simbabwe                              |
| 1995 Details              | Harare (Simbabwe)            | Ägypten                               | 3:1                                   | Simbabwe                              | Nigeria                               | 1:1 4:1 i. E.                         | Guinea                                |
| 1999 Details              | Johannesburg (Südafrika)     | Kamerun                               | 0:0 4:3 i. E.                         | Sambia                                | Südafrika                             | 2:0                                   | Uganda                                |
| 2003 Details              | Abuja (Nigeria)              | Kamerun                               | 2:0                                   | Nigeria                               | Ghana                                 | 2:2 4:1 i. E.                         | Sambia                                |
| 2007 Details              | Algier (Algerien)            | Kamerun                               | 1:0                                   | Guinea                                | Tunesien                              | 1:0                                   | Sambia                                |
| 2011 Details              | Maputo (Mosambik)            | Ghana                                 | 1:1 4:2 i. E.                         | Südafrika                             | Kamerun                               | 1:1 5:4 i. E.                         | Senegal                               |
| 2015 Details              | Brazzaville (Republik Kongo) | Senegal                               | 1:0                                   | Burkina Faso                          | Nigeria                               | 0:0 5:3 i. E.                         | Republik Kongo                        |
| U-20-Nationalmannschaften |                              |                                       |                                       |                                       |                                       |                                       |                                       |
| 2019 Details              | Rabat (Marokko)              | Burkina Faso                          | 2:0                                   | Nigeria                               | Senegal                               | 0:0 4:3 i. E.                         | Mali                                  |
| 2023 Details              | Accra (Ghana)                | Ghana                                 | 1:0                                   | Uganda                                | Senegal                               | 2:0                                   | Republik Kongo                        |

### Medaillenspiegel
nach 13 Turnieren
| Rang | Land           | Goldmedaille | Silbermedaille | Bronzemedaille | Gesamt |
| ---- | -------------- | ------------ | -------------- | -------------- | ------ |
| 1    | Kamerun        | 4            | 0              | 1              | 5      |
| 2    | Ghana          | 2            | 0              | 2              | 5      |
| 3    | Ägypten        | 2            | 0              | 1              | 3      |
| 4    | Nigeria        | 1            | 3              | 3              | 7      |
| 5    | Burkina Faso   | 1            | 1              | 0              | 2      |
| 6    | Senegal        | 1            | 0              | 2              | 3      |
| 7    | Algerien       | 1            | 0              | 0              | 1      |
|      | Republik Kongo | 1            | 0              | 0              | 1      |
| 9    | Guinea         | 0            | 2              | 0              | 2      |
| 10   | Tunesien       | 0            | 1              | 1              | 2      |
|      | Südafrika      | 0            | 1              | 1              | 2      |
| 12   | Kenia          | 0            | 1              | 0              | 1      |
|      | Mali           | 0            | 1              | 0              | 1      |
|      | Sambia         | 0            | 1              | 0              | 1      |
|      | Uganda         | 0            | 1              | 0              | 1      |
|      | Simbabwe       | 0            | 1              | 0              | 1      |
| 17   | Elfenbeinküste | 0            | 0              | 1              | 1      |
|      | Malawi         | 0            | 0              | 1              | 1      |

## Die Turniere der Frauen im Überblick
| Jahr                      | Gastgeber                    | Finale  | Finale        | Finale    | Spiel um Bronze | Spiel um Bronze | Spiel um Bronze |
| Jahr                      | Gastgeber                    | Gold    | Ergebnis      | Silber    | Bronze          | Ergebnis        | 4. Platz        |
| ------------------------- | ---------------------------- | ------- | ------------- | --------- | --------------- | --------------- | --------------- |
| A-Nationalmannschaften    |                              |         |               |           |                 |                 |                 |
| 2003 Details              | Abuja (Nigeria)              | Nigeria | 1:0           | Südafrika | Kamerun         | 1:0             | Mali            |
| 2007 Details              | Algier (Algerien)            | Nigeria | 4:0           | Südafrika | Ghana           | 3:1             | Algerien        |
| 2011 Details              | Maputo (Mosambik)            | Kamerun | 1:0           | Ghana     | Algerien        | 3:0             | Südafrika       |
| 2015 Details              | Brazzaville (Republik Kongo) | Ghana   | 1:0           | Kamerun   | Elfenbeinküste  | 2:1             | Nigeria         |
| U-20-Nationalmannschaften |                              |         |               |           |                 |                 |                 |
| 2019 Details              | Rabat (Marokko)              | Nigeria | 0:0 3:2 i. E. | Kamerun   | Marokko         | 2:1             | Algerien        |
| 2023 Details              | Accra (Ghana)                | Ghana   | 2:1           | Nigeria   | Uganda          | 0:0 6:5 i. E.   | Senegal         |

### Medaillenspiegel
nach 6 Turnieren
| Rang | Land           | Goldmedaille | Silbermedaille | Bronzemedaille | Gesamt |
| ---- | -------------- | ------------ | -------------- | -------------- | ------ |
| 1    | Nigeria        | 3            | 1              | 0              | 4      |
| 2    | Ghana          | 2            | 1              | 1              | 4      |
| 3    | Kamerun        | 1            | 2              | 1              | 4      |
| 4    | Südafrika      | 0            | 2              | 0              | 2      |
| 5    | Algerien       | 0            | 0              | 1              | 1      |
|      | Elfenbeinküste | 0            | 0              | 1              | 1      |
|      | Marokko        | 0            | 0              | 1              | 1      |
|      | Uganda         | 0            | 0              | 1              | 1      |